# Гаер, Евдокия Александровна
Евдокия Александровна Гаер (8 марта 1934, село Падали, Дальневосточный край, РСФСР, СССР — 2 октября 2019, Москва) — российский государственный и общественный деятель. Научный сотрудник Института истории, археологии и этнографии народов Дальнего Востока. Народный депутат СССР. Член Верховного Совета СССР. Депутат Совета Федерации Федерального Собрания Российской Федерации.

## Биография
Окончила историко-филологический факультет Хабаровского государственного педагогического института.
С 1969 по 1989 год — научный сотрудник Института истории, археологии и этнографии народов Дальнего Востока (Владивосток). С 1989 по 1991 год — народный депутат СССР, член Верховного Совета СССР. Член Координационного совета Межрегиональной депутатской группы.
С января 1994 по январь 1996 года — депутат Совета Федерации Федерального Собрания РФ от Приморского края: с февраля по апрель 1994 года — член комитета Совета Федерации по делам Федерации, Федеративному договору и региональной политике, с апреля 1994 года — заместитель председателя комитета Совета Федерации по делам Севера и малочисленных народов, заместитель председателя комитета по делам Севера и малочисленных народов.

## Награды
Награждена орденом Дружбы народов, почётный гражданин Хабаровского края (2014).